# رستم‌آباد (قرچک)
رستم‌آباد روستایی در دهستان ولی‌آباد بخش مرکزی شهرستان قرچک استان تهران ایران است.

## جمعیت
بر پایه سرشماری عمومی نفوس و مسکن در سال ۱۳۹۵ جمعیت این مکان ۶ نفر (۶خانوار) بوده‌است.